# Vingerhoedtia grisea
Vingerhoedtia grisea is een vlinder uit de familie van de echte spinners (Bombycidae). De wetenschappelijke naam voor de soort is, als Ocinara grisea, voor het eerst geldig gepubliceerd in 1927 door Max Gaede.
De soort komt voor in het Afrotropisch gebied.